# 38-й гвардійський повітрянодесантний корпус (СРСР)
38-й гвардійський повітрянодесантний корпус (38 гв. ПДК) — військове об'єднання Червоної армії, що існувало у 1944—1956 роках. Штаб корпусу — м. Тула.

## Історія
У серпні 1944 року був сформований 38-й гвардійський повітрянодесантний корпус. 9 серпня до складу корпусу була включена 16-та гвардійська повітрянодесантна дивізія.
У жовтні 1944 року корпус увійшов до складу новосформованої окремої гвардійської повітрянодесантної армії.
8 грудня 1944 року 38-й гвардійський повітрянодесантний корпус став гвардійським стрілецьким у зв'язку з тим, що армія була переформована на 9-ту гвардійську армію.
На підставі директив начальника Генерального штабу Збройних Сил від 3 вересня 1948 р. і від 21 січня 1949 р. 38-й гвардійський повітрянодесантний Віденський корпус увійшов до складу повітрянодесантної армії.
У квітні 1953 р. повітрянодесантна армія була розформована.
1955 року почався процес розформування корпусу.
У 1956 році 38-й гвардійський повітрянодесантний Віденський корпус був розформований.

## Структура

### 1946
- 106-та гвардійська повітрянодесантна дивізія